# Южно Киву
Сюд Киву (на френски и на суахили: Sud-Kivu, в най-близък превод Южна Киву или Южно Киву) е една от провинциите на Демократична република Конго. Разположена е в източната част на страната и на изток граничи с Руанда, Бурунди и Танзания. Столицата на провинцията е град Букаву. Площта ѝ е 64 791 км², а населението, според проекция за юли 2015 г., е 5 772 000 души. Най-масово говореният език в провинцията е езикът суахили.